# Proroctví (desková hra)
Proroctví je fantasy desková hra od nakladatelství ALTAR. Obsahuje řadu prvků her na hrdiny, každý hráč hraje za jednu postavu, kterou se snaží vylepšit, aby byla co nejmocnější. Zbraněmi a kouzly bojuje s nestvůrami a dalšími protivníky. Cílem je získat čtyři z pěti artefaktů ukrytých v astrálních sférách, které střeží velmi silná monstra.
Na rozdíl od typické hry na hrdiny, kde se hráči smí pokusit udělat cokoli (i když to není popsáno v pravidlech) a gamemaster posoudí, zda se to podařilo (viz například Dračí Doupě), ve hře Proroctví hra probíhá podle přesných pravidel. Hra je pro 2-5 hráčů a trvá několik hodin.
Aby se hráč mohl utkat s finálními monstry v rovnocenném boji o některý z artefaktů, musí vylepšit svoji postavu některými z těchto způsobů:
- zvýšit sílu, která ho učiní silnějším v boji s protihráči a nestvůrami ve hře, stejně jako mu umožní snést větší poškození (síla slouží ve hře také jako životy),
- zvýšit vůli, která umožní hráči ovládat silnější kouzla a sesílat je častěji. Některá monstra ve hře lze zabít pouze v mentálním souboji,
- nasbírat dostatek zlata k nákupu předmětů (zbraně, štíty, lektvary, magické předměty). Tyto předměty zvyšují šanci hráče na vítězství,
- získávat zkušenosti v soubojích s „běžnými“ nestvůrami. Za tyto zkušenosti postava může získat rozličné dovednosti.

## Rozšíření hry
Ke hře vyšla dvě rozšíření: Dračí říše a Vodní říše.